# Totenkirchl
Le Totenkirchl est un sommet des Alpes, à 2 190 m d'altitude, dans le Kaisergebirge, et en particulier dans le chaînon du Wilder Kaiser, en Autriche (land du Tyrol).

## Alpinisme
- 1881 - Première ascension par Gottfried Merzbacher et Soyer
- 1885 - Ascension en solitaire par Georg Winkler alors âgé de quinze ans